# Pokajoke
A poka yoke (ポカヨケ; Hepburn: poka-yoke) japán kifejezés, jelentése hibaelkerülés. Az elnevezés egy módszert takar, amely a lean vállalatszervezési filozófia egyik eleme, a hibák elkerülésének módszere a termék vagy a folyamat kialakításának, befolyásolásának segítségével.
A poka yoke eszközöket gyakran BOLONDBIZTOS megoldásokként szokták emlegetni. Ez abból a szempontból nem állja meg a helyét, hogy a lean menedzsment egyik alappillére az emberek tisztelete, és tekintettel arra, hogy mindenki hibázhat, ez az elnevezés pedig meglehetősen méltatlan, a lean vállalatirányítás nem engedi meg a munkavállalók, operátorok hibáztatását valamely hibáért. Eszerint a poka yoke eszközök sokkal inkább nevezhetők HIBABIZTOS megoldásoknak, hiszen céljuk, hogy olyan technológiai megoldásokat alkalmazzanak, melyekkel közel nullára csökkenthető a hibázás esélye.

## Eredete
A poka yoke módszertanát és kategorizálását Shigeo Shingo dolgozta ki. A hibaelemzés, valamint hibabiztos gyártás már azt megelőzően is ismert fogalomnak számított, hogy a lean menedzsment egyik eszközeként azonosították volna. (Például, már a 20. század elején többféle hibabiztos kialakítású dizájnt kapott a 3 ágú konnektor csatlakozó, jóval azelőtt, hogy bárki hallott volna a poka yoke-ról.)
Shigeo Shingo munkájában megkülönbözteti a hibázást a hibás termékektől, selejtektől (melyek a rendszeren áthaladva eljutnak a vevőig). Ugyanis hibák, emberi tévedések előfordulhatnak a termelési folyamatban. A poka yoke célja az, hogy a hibákból ne legyenek hibás termékek, tehát bármely hiba még a szervezeten belül kerüljön felszínre, legyen elhárítva, de lehetőleg fel se merüljön.
Shigeo Shingo nevéhez fűződik még a poka yoke eszközök kategorizálása is, mely később kerül bemutatásra.

## Lean alapelvek és a poka yoke
A lean menedzsment célja a pazarlás teljes kiiktatása a vállalati, termelési folyamatokból. „A pazarlásoktól mentes folyamatok gyorsabbak, megbízhatóbbak, jobb minőséget eredményeznek, de talán mindennél fontosabb, hogy alacsonyabb költségek mellett működtethetők.” (Losonci, 2010)

### Leanalapelvek
1. Érték (Value) ≈ Amiért a fogyasztó hajlandó fizetni
  - A termék/szolgáltatás legyen a fogyasztó számára megfelelő minőségű, választékú, legyen elérhető a megfelelő időben és mennyiségben, illetve áron.
2. Értékáram (Value stream)
  - Magában foglalja azokat a műveleteket, amelyek szükségesek ahhoz, hogy bizonyos terméket/szolgáltatást végigvezessük a fizikai átalakítás folyamatán. (Womack et at., 2009)
  - Tevékenységek fajtái:
    - Egyértelműen értékteremtő
    - Szükséges, de nem értékteremtő
    - Pazarlás
3. Áramlás (Flow)
  - A termék megszakítás nélküli, akadályoktól mentes haladása a rendszeren belül.
4. Húzásos rendszer (Pull)
  - "A lean szerint egyetlen termék előállítása vagy szolgáltatás nyújtása sem kezdődhet meg vevői igény nélkül, és az egyes vállalati folyamatok sorrendjüknek megfelelően egymást vezérlik." (Losonci, 2010)
5. Folyamatos fejlesztés (Continuous improvement)
  - Célja a tökéletesítés, még kevesebbel még többet nyújtani.

### Pazarlások
1. Túltermelés: Többet, korábban, gyorsabban gyártani, mint a következő folyamat vagy a vevő igénye.
2. Várakozás: A dolgozók tétlenül állnak, amíg az adott gép dolgozik, illetve a folyamatokban információra/utasításra/anyagra/karbantartásra való várakozás.
3. Szállítás: Az anyagok, alkatrészek, információk szállítása, termelésközi készlet többszörös kezelése.
4. Túlmunkálás: Szükségtelen, helytelen vagy túl finom megmunkálás.
5. Készlet: A minimálisan szükségesnél nagyobb készlet tartása. A gyártáshoz szükségtelen alapanyagok, félkész termékek, eszközök, dokumentumok tárolása.
6. Felesleges mozdulatok: A dolgozók, operátorok által végzett mozdulatok, melyek nem teremtenek értéket.
7. Hibák, selejt: Ellenőrzés, utómunka, nem megfelelő termék.

### A selejt nélküli gyártás fontossága
1. Gördülékenyen tudjon működni a rendszer kis termelésközi készletekkel is. Bármely hiba felmerülése plusz készlettartást igényel, melyet a lean rendszer igyekszik kiküszöbölni.
2. Hibák, selejtek miatt felmerülő költségek minimalizálása
  - Költséget jelent: a készlettartás, a hibás termék többszörös kezelése és megmunkálása, ezek csökkentik a termelékenységet, valamint gátolják a folyamatos áramlást.
3. Vevői elégedettség és lojalitás kiépítése, megtartása, hiszen a hibás teljesítés a versenytársakhoz való átpártolásra sarkallhatja vevőinket. (The Productivity Press Development Team, 2011)

### Miképpen szolgálja a poka yoke mindezeket?
Ha nincs hiba...
- a termelési folyamat akadálytalanul áramolhat, nincs a hibás termelés miatt várakozás
- nincs szükség plusz készletekre, vagy újra megmunkálásra, felesleges szállításokra vagy külön minőség-ellenőrzésre
- nem merülnek fel hibaköltségek
- elégedettek a vevőink

## Tárgyak, eszközök megfelelő használata
Egy tárgy/eszköz helyes használata, kezelése a következőktől függ:
- használattal vagy kezeléssel kapcsolatos ismeretanyag
- egyértelműség, egyszerűség, ergonomikus kialakítás – a felhasználók szemszögéből tekintve
- elkövetett hiba azonnali felismerhetősége

Az első pont kapcsán lényeges, hogy a tevékenységeket a megfelelő ismeretanyag birtokában végezzük, az oktatásnak, képzésnek fontos szerepe van minden tevékenységben.
A második pont fontosságát nem szabad alábecsülni. Gyakori tévedés, hogy az elkövetett hibákat kizárólag oktatási, képzési, tudásbeli hiányosságokra vezetjük vissza. Az eszközök, termékek megfelelő kialakításával jelentősen csökkenteni tudjuk az elkövethető hibák számát.
A harmadik pont az önellenőrzésről illetve a beépített, automatikus ellenőrzési megoldásokról szól. Mint minden ellenőrzési tevékenység, ez is veszteséget jelent (többlet tevékenység, kiegészítő ellenőrző eszközök beszerzése), emiatt alkalmazásuk a második pontban leírt módszerek kiegészítésére célszerű.

## Hibaelkerülés a termék, eszköz befolyásolásával
- Mikrohullámú sütő ajtajának kinyitásakor megáll a melegítési folyamat, megakadályozva a veszélyes üzemállapot véletlen vagy szándékos kialakulását.
- Bankautomata először a bankkártyát adja ki, és csak a kártya kihúzása után adja ki a pénzt. Ezáltal elkerülhető, hogy a kártyát az automatában hagyjuk, miközben a kiadott pénzünkkel foglalkozunk.
- Húsdaráló adagoló nyílása hosszabb, és keskenyebb, mint egy emberi kéz, ezáltal nem tudunk az adagolón belenyúlva komoly kézsérüléseket elszenvedni.
- Iskolák bejárata előtt korlát elhelyezése az úttest szélén, hogy a kapun kiszaladó gyermekek nehogy egyenesen az úttestre fussanak.
- Mobiltelefon SIM-kártyán egyik sarok "letörése", hogy ne lehessen a SIM-kártyát fordítva behelyezni.

## A poka yoke kategorizálása: hibaelkerülés a folyamat megfelelő kialakításával
Egy gyártási/szolgáltatási folyamat minden lépésében elkövethetők hibák, melyek elkerülése alapvető érdeke minden résztvevőnek. Singó Sigeo (新郷 重夫; Hepburn: Shigeo Shingo) a poka yoke módszerek három típusát különbözteti meg a termelési folyamatokban:
- illesztési módszerek: a hibák elkerülése felismerése az alkatrészek alakja, mérete, színe vagy más fizikai jellemzőjük alapján. Pl. lyuk-körön az egyik csavar eltolása, ezáltal csak egy meghatározott pozícióban lehetséges a felszerelésük; számítógépes adatlap dátum-mezőjében csak dátum-formátumú adat kerül elfogadásra (év/hónap/nap)
- rögzített mennyiség módszer: hiányos tevékenység-végrehajtás felismerhető a tevékenységhez kötődő objektumok darabszáma alapján. pl. adott munkahelyen 8 db. csavar kerül beépítésre, akkor 8-as csoportokban kerülnek a csavarok elkülönítésre, hogy feltűnjön, ha kihagynánk egy csavar beépítését.
- sorrend módszer: egy tevékenység végrehajtásának feltétele az előtte lévő tevékenység megfelelő végrehajtása. E nélkül a követő tevékenység nem hajtható végre, a hiba azonnal felismerhető. Pl. autóbusz ajtaja csak akkor zárható, ha a figyelmeztető hangjelzést már aktiválták.

A gyártási folyamatok, szolgáltatások során sokféle hibalehetőség fordulhat elő. A lehetőségeket csökkenthetjük, de kizárni nem tudjuk. A felismerésük az elkövetéskor és a beavatkozás lehetősége a hiba elkövetésének helyén okozza a legalacsonyabb többletköltségeket – azaz veszteséget – minden résztvevő számára.

## Poka yoke szintjei
Példa a poka yoke szintjeire: annak biztosítása, hogy az autó lámpája le legyen kapcsolva, miután a sofőr leállította a motort, levette a gyújtást.
1. Információmegosztás
  - A használati kézikönyvben le van írva, hogy kapcsoljuk le a lámpát, mielőtt kiszállunk autónkból.
2. Szabványok megosztása
  - A műszerfalon, jól látható helyen fel van tüntetve, hogy 'Kiszállás előtt kapcsolja le a lámpát!'
3. Szabványok munkafolyamatba illesztése
  - A gyújtás levétele után a műszerfalon piros fényjelzés figyelmeztet arra, hogy kapcsoljuk le a lámpát.
4. Figyelmeztetés az anomáliákra
  - Ha nyitott ajtónál ég a lámpa, hangjelzés figyelmeztet arra, hogy kapcsoljuk le.
5. Anomáliák megakadályozása
  - A lámpa lekapcsolásáig nem lehet kihúzni a slusszkulcsot.
6. Anomáliák történésének megelőzése
  - A motor kikapcsolásával egyidejűleg a lámpa automatikusan lekapcsolódik.